# Robby McCrorie
Robbie McCrorie, detto Robby (Irvine, 18 marzo 1998), è un calciatore scozzese, portiere del Kilmarnock.

## Biografia
È il fratello gemello di Ross McCrorie, che gioca da difensore centrale o da mediano. I due fratelli hanno giocato a lungo insieme, sia nelle giovanili dei Rangers, sia nelle rappresentative giovanili della Scozia.

## Carriera

### Club
Nato a Irvine, ma cresciuto nel villaggio di Dailly (entrambe le città si trovano nella regione scozzese dell'Ayrshire), a quattordici anni McCrorie è entrato a far parte del settore giovanile dei Rangers, la squadra tifata da tutta la sua famiglia e in cui anche il fratello gemello Ross aveva iniziato a giocare solo un anno prima.
Stabilitosi nell'orbita della prima squadra fin dal 2015, il portiere ha però ottenuto le sue prime vere opportunità da professionista due anni dopo, giocando in prestito al Berwick Rangers, in quel momento militante nella Scottish League Two, e venendo premiato come miglior giocatore della formazione nero-dorata al termine della stagione. Nel frattempo, aveva anche rinnovato il proprio contratto con i Rangers fino al 2022, in contemporanea al fratello Ross.
Dopo altre due esperienze stagionali con il Greenock Morton e il Queen of the South (entrambe formazioni della seconda serie), nel gennaio del 2020 McCrorie è stato girato di nuovo in prestito, stavolta al Livingston, in cui ha avuto la possibilità di giocare le sue prime partite nella massima serie nazionale. Con i Lions ha disputato anche la stagione 2020-2021, avendo nel frattempo trovato un accordo per estendere il proprio contratto con i Rangers.
Tornato sulla sponda azzurra di Glasgow nell'estate del 2021, è stato inizialmente relegato al ruolo di terzo portiere della rosa, dietro agli esperti Jon McLaughlin e Allan McGregor. Tuttavia, in seguito all'indisponibilità di entrambi i colleghi (dovuta al riscontro di alcuni casi di positività al COVID-19 all'interno della squadra), il 26 agosto seguente McCrorie ha giocato la sua prima partita ufficiale con i Rangers, un match a reti bianche contro gli armeni dell'Alaškert che, sommato alla vittoria per 1-0 nella partita di andata, ha permesso agli scozzesi di staccare il biglietto per la fase a gironi dell'Europa League. Appena tre giorni più tardi, il 29 agosto 2021, il portiere ha anche giocato da titolare nel suo primo Old Firm, il derby con i concittadini e rivali del Celtic: nell'occasione, è diventato uno dei protagonisti del successo per 1-0 della sua squadra, avendo effettuato alcune parate decisive per mantenere la sua porta inviolata.

### Nazionale
McCrorie ha rappresentato la Scozia con ognuna delle sue formazioni giovanili.
Il 30 maggio 2018, ha esordito con la Nazionale Under-21 disputando l'amichevole contro la Francia, vinta per 1-0 dagli scozzesi.
Nel settembre del 2020, ha ricevuto dal commissario tecnico Steve Clarke la sua prima convocazione nella nazionale maggiore, senza però esordire.

## Statistiche

### Presenze e reti nei club
Statistiche aggiornate al 18 maggio 2025.
| Stagione          | Squadra            | Campionato        | Campionato | Campionato | Coppe nazionali | Coppe nazionali | Coppe nazionali | Coppe continentali | Coppe continentali | Coppe continentali | Altre coppe | Altre coppe | Altre coppe | Totale | Totale |
| Stagione          | Squadra            | Comp              | Pres       | Reti       | Comp            | Pres            | Reti            | Comp               | Pres               | Reti               | Comp        | Pres        | Reti        | Pres   | Reti   |
| ----------------- | ------------------ | ----------------- | ---------- | ---------- | --------------- | --------------- | --------------- | ------------------ | ------------------ | ------------------ | ----------- | ----------- | ----------- | ------ | ------ |
| 2017-2018         | Berwick Rangers    | SL2               | 33         | -58        | SC+CdL          | 1+4             | -3+-7           | -                  | -                  | -                  | SCC         | 2           | -5          | 40     | -73    |
| 2018-gen.2019     | Rangers            | SP                | 0          | 0          | SC+CdL          | 0               | 0               | UEL                | 0                  | 0                  | -           | -           | -           | 0      | 0      |
| gen.-giu. 2019    | Greenock Morton    | SC                | 15         | -15        | -               | -               | -               | -                  | -                  | -                  | -           | -           | -           | 15     | -15    |
| 2019-gen.2020     | Queen of the South | SC                | 19         | -21        | SC+CdL          | 1+4             | -2+-10          | -                  | -                  | -                  | SCC         | 0           | 0           | 24     | -33    |
| gen.-giu. 2020    | Livingston         | SP                | 8          | -9         | SC              | 0               | 0               | -                  | -                  | -                  | -           | -           | -           | 8      | -9     |
| 2020-2021         | Livingston         | SP                | 16         | -32        | SC+CdL          | 1+1             | -1+-1           | -                  | -                  | -                  | -           | -           | -           | 18     | -34    |
| Totale Livingston | Totale Livingston  | Totale Livingston | 24         | -41        |                 | 2               | -2              |                    |                    |                    |             |             |             | 26     | -43    |
| 2021-2022         | Rangers            | SP                | 1          | 0          | SC+CdL          | 0               | 0               | UCL+UEL            | 0+1                | 0                  | -           | -           | -           | 2      | 0      |
| 2022-2023         | Rangers            | SP                | 4          | -1         | SC+CdL          | 0               | 0               | UCL                | 0                  | 0                  | -           | -           | -           | 4      | -1     |
| 2023-2024         | Rangers            | SP                | 0          | 0          | SC+CdL          | 1+0             | -1+0            | UCL+UEL            | 0                  | 0                  | -           | -           | -           | 1      | -1     |
| Totale Rangers    | Totale Rangers     | Totale Rangers    | 5          | -1         |                 | 1               | -1              |                    | 1                  | 0                  |             | 0           | 0           | 7      | -2     |
| 2024-2025         | Kilmarnock         | SP                | 21         | -34        | SC+CdL          | 1+0             | 0               | UEL+UECL           | 2+2                | -2+-2              | -           | -           | -           | 26     | -38    |
| Totale carriera   | Totale carriera    | Totale carriera   | 117        | -170       |                 | 14              | -25             |                    | 5                  | -4                 |             | 2           | -5          | 138    | -204   |

## Palmarès

### Club

#### Competizioni nazionali
- Coppa di Scozia: 1

Rangers: 2021-2022
- Coppa di Lega scozzese: 1

Rangers: 2023-2024